# Pseudocoremia cineracia
Pseudocoremia cineracia är en fjärilsart som beskrevs av Gordon J. Howes 1942. Pseudocoremia cineracia ingår i släktet Pseudocoremia och familjen mätare. Inga underarter finns listade i Catalogue of Life.